# DMRT1
DMRT1 (англ. Doublesex and mab-3 related transcription factor 1) – білок, який кодується однойменним геном, розташованим у людей на короткому плечі 9-ї хромосоми. Довжина поліпептидного ланцюга білка становить 373 амінокислот, а молекулярна маса — 39 473.
| 10         |  | 20         |  | 30         |  | 40         |  | 50         |
| ---------- |  | ---------- |  | ---------- |  | ---------- |  | ---------- |
| MPNDEAFSKP |  | STPSEAPHAP |  | GVPPQGRAGG |  | FGKASGALVG |  | AASGSSAGGS |
| SRGGGSGSGA |  | SDLGAGSKKS |  | PRLPKCARCR |  | NHGYASPLKG |  | HKRFCMWRDC |
| QCKKCNLIAE |  | RQRVMAAQVA |  | LRRQQAQEEE |  | LGISHPIPLP |  | SAAELLVKRE |
| NNGSNPCLMT |  | ECSGTSQPPP |  | ASVPTTAASE |  | GRMVIQDIPA |  | VTSRGHVENT |
| PDLVSDSTYY |  | SSFYQPSLFP |  | YYNNLYNCPQ |  | YSMALAADSA |  | SGEVGNPLGG |
| SPVKNSLRGL |  | PGPYVPGQTG |  | NQWQMKNMEN |  | RHAMSSQYRM |  | HSYYPPPSYL |
| GQSVPQFFTF |  | EDAPSYPEAR |  | ASVFSPPSSQ |  | DSGLVSLSSS |  | SPISNKSTKA |
| VLECEPASEP |  | SSFTVTPVIE |  | EDE        |  |            |  |            |

A: Аланін

C: Цистеїн

D: Аспарагінова кислота

E: Глутамінова кислота

F: Фенілаланін

G: Гліцин

H: Гістидин

I: Ізолейцин

K: Лізин

L: Лейцин

M: Метіонін

N: Аспарагін

P: Пролін

Q: Глутамін

R: Аргінін

S: Серин

T: Треонін

V: Валін

W: Триптофан

Кодований геном білок за функціями належить до білків розвитку, фосфопротеїнів. 
Задіяний у таких біологічних процесах, як транскрипція, регуляція транскрипції, диференціація клітин, альтернативний сплайсинг. 
Білок має сайт для зв'язування з іонами металів, іоном цинку, ДНК. 
Локалізований у ядрі.